# Karl Dugend
Karl Jakob Christian Dugend (* 20. Juni 1847 in Oldenburg; † 5. März 1919 ebenda) war ein deutscher Verwaltungsjurist und von 1906 bis 1918 Präsident des Landesverwaltungsgerichts Oldenburg.

## Biographie
Dugend stammte aus einer seit dem 17. Jahrhundert in Oldenburg ansässigen Apothekerfamilie. Er selbst war der Sohn des Apothekers Karl Dugend (* 9. Januar 1822; † 28. November 1865) und dessen Ehefrau Marie geb. Harbers (* 16. August 1825; † 3. Dezember 1904). Er besuchte das Gymnasium in Oldenburg und studierte von 1866 bis 1869 Rechtswissenschaft an den Universitäten Jena und Berlin. Während seines Studiums wurde er 1866 Mitglied der Burschenschaft Germania Jena. 1873 trat er in den oldenburgischen Staatsdienst.
Zunächst war er bei den Ämtern Delmenhorst, Oldenburg und Cloppenburg sowie beim Stadtmagistrat Oldenburg beschäftigt und wurde 1876 dem Departement des Innern zugeteilt. Dugend machte rasch Karriere. 1879 wurde er Amtshauptmann in Elsfleth und übernahm fünf Jahre später die Verwaltung des Amtes Vechta. 1888 wurde er Vortragender Rat im Departement des Innern und war von 1895 bis 1906 auch Vorsitzender des Evangelischen Oberschulkollegiums. Seit der Jahrhundertwende konzentrierte sich seine Tätigkeit auf die Einführung der Verwaltungsgerichtsbarkeit, die der Landtag am 19. Januar 1900 beschlossen hatte. Dugend leistete in der von der Regierung für dieses Vorhaben eingesetzten Kommission, deren Vorsitz er bald übernahm, die Hauptarbeit. In seinen Entwürfen, die sich eng an das preußische Vorbild anlehnten, versuchte er einen Kompromiss zwischen den teilweise differierenden Ansichten der Regierung und des Landtags zu finden. Das 1906 angenommene Gesetz, das einen erheblichen Fortschritt in der Entwicklung der deutschen Verwaltungsgerichtsbarkeit darstellte, ist im Wesentlichen sein Werk. Am 1. Dezember 1906 wurde er zum Präsidenten des nach dem neuen Gesetz neu eingerichteten Landesverwaltungsgerichts ernannt. In diesem Amt, das er bis zum 1. Juni 1918 bekleidete, konnte er damit auch für die praktische Durchführung des Gesetzes sorgen. Sein Nachfolger war bis 1924 Johannes Meyer-Ellerhorst.

## Privates
Dugend heiratete am 20. Juni 1877 Helene Hermanna Sophie geb. Heumann (1857–1919), der Tochter des Oberkammerrats und späteren oldenburgischen Finanzministers Peter Heumann (1823–1902). Von den vier Kindern des Ehepaares wurde Eugen (1879–1946) ebenfalls Präsident des oldenburgischen Verwaltungsgerichts und Emma Charlotte (1889–1933) Opernsängerin.

## Veröffentlichungen
- Einiges aus dem alten Oldenburg. Veröffentlicht in den Oldenburgischen Jahrbüchern, Jahrgang 22. 1914. Seite 212–237.
- Die oldenburgische Gesetzgebung unter dem Hause Holstein-Gottorp. Veröffentlicht in: Zeitschrift für Verwaltung und Rechtspflege im Großherzogtum Oldenburg. 45. Ausgabe. 1918. Seite 1 ff.